# Edna Mae Cooper
Edna Mae Cooper (Baltimore, Maryland, 19 de julio de 1900 – Woodland Hills, California, 27 de junio de 1986) fue una actriz estadounidense de la era del cine mudo. Apareció en 79 películas entre 1911 y 1927. Es especialmente conocida por sus actuaciones en Men, Women, and Money (1919), Grounds for Divorce (1925), y Los diez mandamientos (1956).
La aviadora Bobbi Trout le preguntó a Cooper si quería ir con ella para intentar otra carrera de resistencia. Primero intentaron el vuelo el 1 de enero de 1931, pero debido a problemas técnicos tuvieron que abortar el vuelo. En su próximo intento, tuvieron éxito en volar en línea recta durante 122 horas y 50 minutos, solo para finalizar la carrera el 9 de enero de 1931 debido a la escupida de combustible. Este fue otro récord roto por Trout, y más tarde fue reconocido por Rey Carlos II de Rumania, quien representante le dio el Real Decreto y el cruce de aviación para los pilotos que hicieron vuelos récord, una distinción solo dada a otros dos pilotos Amelia Earhart y Charles Lindbergh.